# تأريخ الصرب

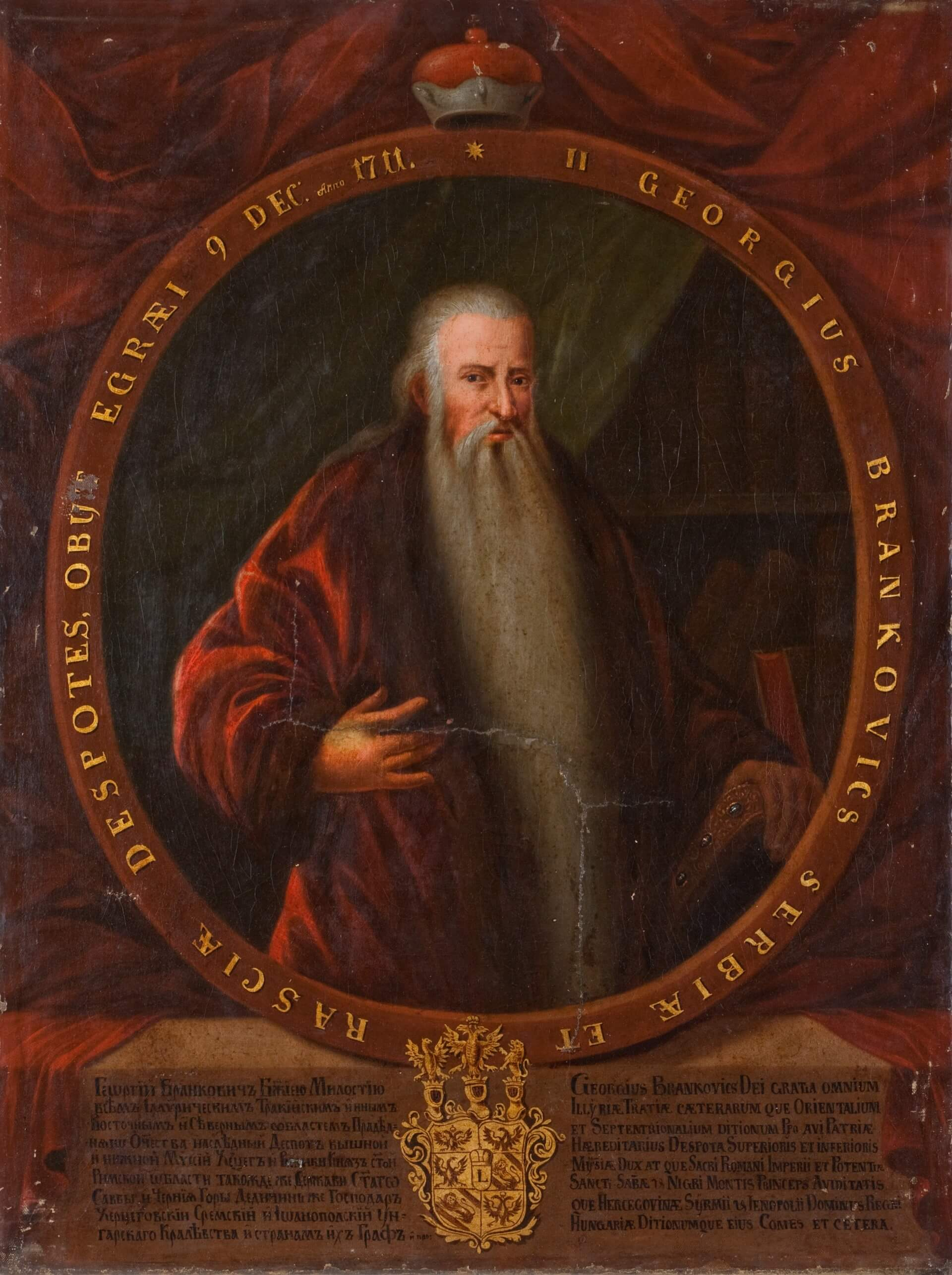
Count Đorđe Branković (d. 1711), writer of the Slavo-Serbian Chronicles

يشير التأريخ الصربي أو (السيريلية الصربية: српска историографија، بالحروف اللاتينية: srpska istoriografija) إلى منهجية دراسات التأريخ للشعب الصربي منذ تأسيس الدولة الصربية. يمكن تقسيم التطور بتأريخهم إلى أربع مراحل رئيسية: التأريخ التقليدي، ومدرسة روفاراك النقدية، والإرث الشيوعي الماركسي، والحركة الوطنية الصربية المتجددة.

## التأريخ الصربي الحديث
كان جوفان راجيتش 1726–1801م رائد التأريخ الصربي الحديث، وقُورِنت أهميته بنيكولاي كرامزين في التأريخ الروسي. وضع الأسقف نيقوديم ميلاس 1845-1915م. أسس التأريخ الكنسي الصربي. يُعد إيلاريون روفاراك مؤسس المدرسة النقدية للتأريخ الصربي. اصطدمت مدرسة روفاراك بمدرسة بانتا سريكوفشPanta Srećković)1834-1903). ركز التأريخ الصربي غالبًا على القضايا الوطنية خلال فترة وجود الأكاديمية الصربية للعلوم والفنون 1841-1886م. كان الدبلوماسي ستويان نوفاكوفيتش أحد المساهمين الرئيسيين في التأريخ الصربي خلال القرن التاسع عشر،.  الذي جمع بليوغرافيا ضخمة ويعد «أب نظام الجغرافيا التأريخية في صربيا» مع التركيز على الشعب والدولة الصربية خلال العصور الوسطى وأصلهم، وتطور الدولة الصربية الحديثة.
تزامن التأريخ الكنسي الصربي مع وجهات النظر القومية الواردة في التأريخ الصربي العلماني. ساعد تقليد الكنيسة الأرثوذكسية التأريخ الصربي المبكر من خلال الشعر الشعبي القائم على معركة كوسوفو في سد الفراغ وربط القديم بالدولة الصربية الجديدة آنذاك. ارتبطت الأمة والدين ارتباطًا وثيقًا بالتأريخ القومي الصربي في أوائل القرن التاسع عشر. نظر التأريخ الوطني إلى الصرب على أنهم محررين من الاضطهاد الأجنبي لإخوانهم السلافيين الجنوبيين في حروب البلقان والحرب العالمية الأولى. يدعي القوميون الصرب أنه في التأريخ الشيوعي، تحول الصرب إلى مضطهدين، وقد وصفت مفارز تشيتنيك للجيش اليوغوسلافي في الحرب العالمية الثانية بأنها متعاونة باسم أوستاشا، وجرى التقليل من شأن مذابح الصرب. في يوغوسلافيا ما بعد الحرب العالمية الثانية، ادعى المؤرخون الصرب أن تأريخ الشعوب الفردية لم يعد موجودًا بعد التوحيد على عكس المؤرخين السلوفينيين والكرواتيين الذين ادعوا خلاف ذلك. منذ الخمسينيات فصاعدًا، أصبحت الأنشطة الفكرية أقل وتحت سيطرة الدولة. وبحلول الستينيات، عادت المناقشات حول العالم الثاني إلى الظهور، وبلغت ذروتها مع المزيد من الأعمال في الثمانينيات.

### تأريخ ما بعد الشيوعية الصربية (ثمانينيات القرن الماضي حتى الآن)
طوال فترة ما بعد الحرب، وعلى الرغم من استنكار جوزيف بروس تيتو للمشاعر القومية في التأريخ، استمرت هذه الاتجاهات مع الأكاديميين الكروات والصرب أحيانًا؛ يتهمون بعضهم بعضًا بتشويه تأريخ بعضهم بعضًا، خاصة فيما يتعلق بالتحالف الكرواتي النازي. شاع تحدي التأريخ الشيوعي في الثمانينيات، وبدأت إعادة تأهيل القومية الصربية من قبل المؤرخين الصرب. لعب المؤرخون وأعضاء آخرون من المثقفين المنتمين إلى الأكاديمية الصربية للعلوم والفنون ورابطة الكتاب دورًا مهمًا في تفسير السرد التأريخي الجديد. تزامنت عملية كتابة «التأريخ الصربي الجديد» جنبًا إلى جنب مع التعبئة العرقية القومية الصربية بهدف إعادة تنظيم الاتحاد اليوغوسلافي. أربعة عوامل ومصادر أثرت في «التأريخ الجديد»، وتشمل:
1-الأيديولوجية العرقية القومية الصربية.
2-القومية التي نشأت من تأريخ الكنيسة والكنيسة الأرثوذكسية.
3-الدعاية (propaganda) وأساطير المهاجرين الصربيين.
باستخدام أفكار ومفاهيم من تأريخ الهولوكوست، طبق المؤرخون الصرب جنبًا إلى جنب مع قادة الكنيسة في أثناء الحرب العالمية الثانية في يوغوسلافيا وساووا الصرب باليهود والكروات مع الألمان النازيين. فيما يتعلق بضحايا الحرب العالمية الثانية من الصرب، خلال فترة ميلوسيفيتش، رأى المؤرخون الصرب والنظام أنه من المهم تأمين الدعم من يهود يوغوسلافيا ومن منظمات بارزة فيما يتعلق بالفكرة المتعلقة بالاستشهاد الصربي-اليهودي المشترك. على هذا النحو، قدم عدد قليل من اليهود اليوغوسلافيين مساعدتهم في التأريخ الصربي الجديد. في الثمانينيات، أنتج المؤرخون الصرب العديد من الأعمال حول التحول القسري للصرب خلال الحرب العالمية الثانية إلى الكاثوليكية في أوستاشا بكرواتيا. أصبحت هذه النقاشات بين المؤرخين علانية قومية، ودخلت أيضًا إلى وسائل الإعلام الأوسع. غالبًا ما ظهر المؤرخون في بلغراد خلال الثمانينيات ممن كانت لهم صلات وثيقة بالحكومة على شاشات التلفزيون خلال الأمسيات لمناقشة التفاصيل المخترعة أو الحقيقية حول الإبادة الجماعية في أوستاشا ضد الصرب خلال الحرب العالمية الثانية. كان لهذه المناقشات تأثير لكونها استنتاجات نظرية بمثابة مقدمة للهندسة العرقية والديموغرافية التي حدثت في كرواتيا في نهاية المطاف. خلال هذا الوقت كان بعض المؤرخين الصرب المعروفين، مثل فاسيليجي كريستج (Vasilij Krestić) وميلورد ايكميش (Milorad Ekmeči)، في طليعة الحركة القومية. في عام 1986م، كان فاسيليجي كريستيتش جنبًا إلى جنب مع المؤرخ رادوفان ساماردجيتش أعضاءً في لجنة صاغت لاحقًا المذكرة الأكاديمية الصربية للعلوم والفنون التي أشارت إلى «الإبادة الجماعية» التي ارتكبها الألبان والكروات في يوغوسلافيا ضد الصرب.
خلال الثمانينيات والتسعينيات، كان التركيز الرئيسي للتأريخ القومي هو كوسوفو. حصل الأكاديميون الصرب مثل دوشان باتاكوفيتش على دعم سخي لنشر الأعمال القومية التي تُرجمت إلى لغات أخرى، وأنتج المؤرخون الصرب ديميتري بوغدانوفيتش ورادوفان سامارديتش وأتانسيجي أوروسيفيتش أعمالًا مماثلة عن كوسوفو. على الرغم من أن بعض المؤرخين الصرب لم يروجوا للآراء القومية، فإن ممارسة التأريخ داخل صربيا قد تأثرت بالقيود المفروضة عليها من القومية التي ترعاها الدولة. اقتصر تركيز أبحاث المؤرخين الصرب على التجربة الصربية للحياة تحت حكم «الأتراك» وقليل من المؤرخين الصرب يمكنهم قراءة الوثائق العثمانية. على هذا النحو، استُخدمت وثائق هابسبورغ على الرغم من قيام المؤرخين الصرب بتهميش مجموعة الأدلة المحلية والمهمة المستندة إلى الوثائق العثمانية عند تجميع التأريخ الوطني. أعيد نشر أعمال المؤرخين والإثنوغرافيين الصرب، التي كانت قديمة أكاديميًا ومنحازة سياسيًا بهدف تبرير التوسع الصربي، وأعيد نشر بعض الأعمال في طبعة ثانية في التسعينيات. أشاد المؤرخون الصرب بهذه الأعمال لأنهم عدوها مصادر أولية تقريبًا نظرًا إلى أسلوبها القديم وقربها من الأحداث الموصوفة، ومن ثم شجعوا إعادة نشرها في التسعينيات. في حين جرى توسيع أعمال وأفكار هؤلاء المؤرخين الصرب ذوي التوجهات القومية في القرن التاسع عشر وأوائل القرن العشرين من قبل كتاب المشهد الأدبي الصربي في التسعينيات. عندما اندلعت الحروب في التسعينيات، ركز معظم المؤرخين الصرب على المعاناة التي تعرض لها الصرب في النزاعات السابقة للتأكيد على الإيذاء الصربي السابق والتطهير العرقي للصرب والاعتداءات الجنسية ضد النساء الصرب. دافع المؤرخون الصرب عن تصرفات النظام في أثناء تفكك يوغوسلافيا. انخرط قلة من علماء الصرب بنحو نقدي في أدب التأريخ الصربي الذي اعتمد إلى حد كبير على الأساطير والخرافات. من بين هؤلاء المؤرخون ميودراج بوبوفيتش الذي ذكر أن التأريخ الصربي في الإمبراطورية العثمانية منفصل عن الأساطير الواردة في الشعر الشعبي الصربي. وأضاف بوبوفيتش أن الأساطير حول «النير التركي» و«العبودية» في ظل الأتراك «كانت نتاج أوقات لاحقة تهدف إلى تعبئة الصرب في أثناء عملية بناء الدولة القومية»، ولهذا السبب تحتوي الأساطير على الكثير من الآراء المعادية للإسلام وتركيا. ما يزال التأريخ الصربي في العصر الحديث حساسًا من الناحية السياسية.